# Tenório
Tenório är en kommun i Brasilien.   Den ligger i delstaten Paraíba, i den östra delen av landet, 1 600 km nordost om huvudstaden Brasília. Antalet invånare är 2 816. Arean är 105 kvadratkilometer.
Terrängen i Tenório är platt.
Omgivningarna runt Tenório är huvudsakligen savann. Runt Tenório är det ganska glesbefolkat, med 32 invånare per kvadratkilometer.